# چیمادولمو
چیمادولمو (به ایتالیایی: Cimadolmo) یک کومونه در ایتالیا است که در استان ترویزو واقع شده‌است. چیمادولمو ۱۷ کیلومتر مربع مساحت و ۳٬۴۹۲ نفر جمعیت دارد و ۳۲ متر بالاتر از سطح دریا واقع شده‌است.